# Mandjalia Gbane
Mandjalia Gbane, née le 12 décembre 1996 à Abidjan, est une reine de beauté ivoirienne. Elle est élue Miss Côte d'Ivoire en 2017,,.